# Negative
Negative es un grupo finés de glam rock que se formó a finales de 1997. Desde el comienzo de su carrera ganaron una reputación como banda en vivo que proporciona a la audiencia melodías pegadizas y riffs de guitarra. Desde sus inicios  su música está inspirada por bandas como Guns n' Roses y Nirvana. Hicieron sus primeros conciertos en 1998. Negative firmó su contrato discográfico con GBFam Records (con sede en Tampere) en 2002 y empezó a grabar su álbum debut, War Of Love, con el productor Lex Luthor en Cosmic Studios. En 2008 Negative firmó con Warner Music.

## Historia de la banda
El sencillo debut de Negative The Moment of Our Love y su primer álbum War Of Love, vendieron un disco de oro en Finlandia. War of Love también se publicó en Escandinavia, Italia, Rusia y Japón.
El primer sencillo del segundo álbum de Negative, "Frozen To Lose It All", fue directo al número uno de la lista oficial finlandesa, con respecto a este sencillo Jonne Aaron dijo: “Elegimos Frozen To Lose It All como primer sencillo porque este tema revela la destreza de Snack como teclista. El segundo álbum de Negative, Sweet & Deceitful fue lanzado en septiembre del 2004 con la colaboración del productor T. T. Oksala (HIM, The 69 Eyes, Lordi etc), y la banda hizo un largo tour después.
Dos años después en el 2006 sale Anorectic y la banda inicia una gira por Alemania juntó a HIM y The Rasmus.
En el 2007 la banda consigue el premio MTV como mejor banda en vivo, y en el 2008 consiguen vender oro con el primer DVD de la banda "In The Eye Of Hurricane". El 15 de enero de 2008 se hizo oficial que el guitarrista Sir Christus abandonaba la banda pasivamente para iniciar sus propios proyectos, por lo cual la banda empezó a grabar su siguiente álbum Karma Killer como quinteto, así empieza la búsqueda de un nuevo miembro para seguir como banda de seis. Después se anuncia el nombre del nuevo guitarrista Gary, pero no dura mucho y sale de la banda en poco tiempo, así que el grupo continúa como quinteto. 
En 2009 la banda edita un disco muy especial que hace recordar los principios de la banda, este álbum se titula God Likes Your Style, en donde se escuchan gran parte de los temas de sus sencillos anteriores pero que no se incluyeron en los discos y cuatro recopilatorios acústicos, además de un mini libro.
En 2010 la banda editó Neon, este disco se produjo en Los Ángeles California y se hizo una larga gira mundial. El 16 de mayo de 2011, Larry Love anunció mediante un vídeo que había tomado la decisión de dejar la banda, esto desconcertó a los aficionados puesto que la dejó sin previo aviso y de un día para otro después de una presentación en México. Tiempo después Larry explicó que la razón principal por la que dejó la Negative era porque ya no sentía una conexión creativa con Jonne y con la banda, y que al pasar los años los excesos y todo lo que pasaba alrededor de la banda lo empujaron en diferentes direcciones, negó que fuera culpa de alguien y afirmó que dio el cien por ciento de sí mismo y que amo a sus fanáticos desde el principio hasta el fin. También expreso alegría por el nuevo guitarrista de la banda, anuncio un proyecto musical propio y la salida de un libro. 
Aun así no se cancelaron los shows previstos, puesto que Hata Salmi fue incluido en la banda, “Hata llegó como un regalo caído del cielo”, mencionó Jonne Aaron, él ya sabía tocar gran parte de las canciones de Negative y logró aprender más canciones en los quince días previos a los conciertos presentes.

## Estilo
Glam Rock o Glam metal. También se les clasifica como una banda de Glam Rock con algunos toques de metal. La propia banda denomina a su música "Emotional Rock n' Roll!", a su vez se le identifica como una banda de Hard Rock/ Rock Melódico. La banda combina una apariencia andrógina, una actitud de ambigüedad y sexualidad sobre el escenario y canciones con letras duras en comparación con su melodía. Cierta obscenidad, se habla sobre amor, pero también sobre sexo, juerga y muerte, el lado oscuro y salvaje de la vida y del amor.

## Miembros
- Jonne Aaron (Jonne Aaron Liimatainen), voz, nacido en Tampere el 30 de agosto de 1983.
- Antti Anatomy (Antti Aatamila), bajo, nacido en Ivalo el 22 de junio de 1982.
- Snack (Janne Kokkonen), teclados, nacido en Tampere el 15 de julio de 1978.
- Jay Slammer (Janne Heimonen), batería, nacido en Tampere el 13 de agosto de 1983.

### Miembros pasados
- Sir Christus (Juka Kristian Mikkonen), guitarra, nacido el 10 de abril de 1978.
- Gary, guitarra.
- Venais Sham, batería.
- Larry Love (Lauri Juhani Markkula), guitarra, nacido en Tampere el 19 de febrero de 1983.

## Discografía

### Álbumes

#### War of Love (2003)
Todas las canciones de War Of Love se escribieron en un espacio de seis años. Las más antiguas datan de 1997, el año de la fundación de la banda por lo cual el sonido no es de corrido y varía constantemente, este disco vendió suficientes copias para ganar un disco de oro.
1. Lost Soul
2. Naive
3. After All
4. Misery
5. The Moment of Our Love
6. Inspiration
7. 1000 Nails in My Heart
8. Bleeding
9. Goodbye
10. Last Hero
11. Still Alive
12. Video The Moment of Our Love

#### Sweet & Deceitful (2004)
El primer sencillo fue "Frozen To Lose It All" ya que era una manera de presentar a Snack a sus fanes. El tema "My My / Hey Hey (Out Of The Blue)" es una versión del tema de Neil Young. El tema "Until you're mine" es un dueto con el cantante finlandés Ville Laihiala, el ex cantante de la desaparecida formación finlandesa Sentenced, y luego en las filas del grupo Poisonblack.
1. Intro
2. Frozen To Lose It All
3. Creeping Inside
4. Locked In The Dark Side.
5. In My Heaven
6. My My/Hey Hey (Out Of The Blue).
7. Neverending Parade
8. L.A. Feeding Fire
9. Until You Are Mine
10. About My Sorrow
11. Secret Forgiveness
12. Angels Won´t Lie
13. Touchless (Tour Edit)

#### Anorectic (2006)
- In Memoriam (Immortal Peace) termina en el minuto 4:40 después de un breve silencio en el minuto 5:45 comienza un outro con sonidos ambientales y cantos de aves, al final de esto se comienzan a escuchar voces distorsionadas. Con este disco viajan a través de un tour a Asia, logrando una mayor reputación como banda de Rock en vivo.

1. Arrival
2. Glory Of The Shame
3. Reflections
4. One Last Shot
5. Fading Yourself
6. Planet Of The Sun
7. A Song For The Broken Hearted
8. Sinner's Night / Misty Morning
9. Swans
10. Stop F*ckin' Around
11. Embracing Past
12. We Can't Go On
13. In Memoriam (Immortal Peace)/Hidden Outro
14. Dream Flowers *
15. Something *

* Pistas 14 y 15 Bonus Tracks solo para Japón.

#### Karma Killer (2008)
Según los mismos miembros de la banda y seguidores, este es el disco más oscuro que han hecho hasta ahora. El disco tiene un sonido más metalero y más cercano al Hard Rock, tal como se escucha en canciones como "A Devil On My Shoulder","Motherfucker (Just Like You)" y "Dead As We". Este disco les logró más fama de la que ya tenían en lugares como América Latina y España, donde hicieron una larga gira, logrando así más fama internacional.
1. A Devil On My Shoulder
2. Sealed
3. Won't Let Go
4. Motherfucker (Just Like You)
5. Giving Up!
6. An Ornament
7. Dead As We
8. Anna Simona
9. Lust N'Needs
10. Gravity of Love
11. Lost Soul (Versión nueva) *
12. In Memoriam (Live) *

* Pistas 11 y 12 Bonus Tracks solo para Japón. 

#### God Likes Your Style (2009)
El CD contiene 16 canciones. Once originales, tres recopiladas en versión acústica, una versión en vivo de In Memoriam así como la versión álbum de Still Alive. La historia de cada una de las canciones del álbum escrita por él mismo Jonne Aaron.
1. God Likes Your Style
2. Loving you
3. Childhood Memories
4. Better Without You
5. Heroine (Studio Live)
6. Lost In América
7. My Personal Sensitivity
8. Something
9. Dream Flowers
10. Black Light
11. Dying Feelings
12. Goodbye (acoustic)
13. The Moment Of Our Love (original acoustic demo)
14. Lost Soul (versión acústica)
15. In Memoriam (live)
16. Still Alive (álbum versión)

#### Neon (2010)
Este disco se hizo en Los Ángeles California. Jonne dijo en una entrevista que este es el único disco que han producido fuera de su país, que lo más lejano a donde han grabado un disco es en las orillas de Tampere en su ciudad natal. Jonne dijo que este es un disco más iluminado por eso el nombre "NEON", al igual que el anterior Karma Killer, este disco es más fuerte en cuestión de sonido y más melódico, ejemplarmente en canciones como "Celestial Summer", "Kiss Of Hope" Y "Since You´ve Been Gone".
1. No One Can Save Me Tonight
2. End Of The Line
3. Love That I Lost
4. Blood On Blood
5. Believe
6. Celestial Summer
7. Jealous Sky
8. Days I´m Living For
9. Since You´ve Been Gone
10. Fuckin´ Worthless
11. Kiss Of Hope
12. Neon Rain
13. Eat you Alive

### Sencillos
- Still Alive (2004)
- Frozen To Lose It All (2004)
- In My Heaven (2004)
- My My, Hey Hey (2005)
- Dark Side (Until You're Mine) (2005)
- Bright Side (About My Sorrow) (2005)
- Planet Of The Sun (2006)
- Sinners Night / Misty Morning (2006)
- Fading Yourself (2007)
- Won't Let Go (2008)
- Giving Up! (2008)
- End of the Line (2010)
- Jealous Sky (2010)
- Believe (2011)

### DVD In The Eye of the Hurricane (2008)

#### Contenido
Disc 1:
- Live At Pakkahuone, Tampere, Finland, 8 de diciembre de 2006:

- 01. Glory of the Shame
- 02. My My Hey Hey (Out of the Blue)
- 03. Last Hero
- 04. Reflections
- 05. Sinners' Night / Misty Morning
- 06. Naive
- 07. Embracing Past
- 08. Frozen to Love It All
- 09. Lost Soul (instrumental)
- 10. One Last Shot
- 11. Planet of the Sun
- 12. L.A Freeding Fire
- 13. The Moment of Our Love
- 14. In Memorian (Immortal Song)
- 15. Still Alive / A Song for the Broken Hearted
- 16. Until Your're Mine
- 17. In My Heaven

#### Music Videos
- The Moment of Our Love
- Frozen to Lose It All + Making Of
- In My Heaven + Making of
- Planet of the Sun + Making of
- Sinners' Night / Misty Morning

#### Extras
- Interview 2007 18min
- Around The World Documentary 1h 44min
- Fan Video Live at Konzerthaus Schuur, Lucerne, Switzerland, 16 de noviembre de 2006
- Fan Photos
- Photo Gallery

### Videografía
- "The Moment of Our Love" (2003)
- "The Moment of Our Love" (versión finesa) (2004)
- "Frozen To Lose It All" (2004)
- "Frozen To Lose It All" (versión finesa) (2004)
- "In My Heaven" (2005)
- "Planet of the Sun" (2006)
- "Sinners Night/Misty Morning" (2006)
- "Too much love will kill you" (2007) (feat. Dead by Gun & Jann Wilde)
- "Won't Let Go" (2008)
- "End of the Line" (2010)
- "Jealous Sky" (2010)
- "Believe" (2011)
- "Fucking Worthless" (2012)
- "Love That I Lost" (2012)